# François-Philippe Champagne
François-Philippe Champagne, född 25 juni 1970, är en kanadensisk politiker inom Kanadas liberala parti som var Kanadas utrikesminister mellan 2019 och 2021.

## Biografi
Champagne studerade juridik och avlade LL.B.-examen vid Université de Montréal följt av en LL.M.-examen vid Case Western Reserve University. Han arbetade som företagsjurist vid ABB Group och AMEC Foster Wheeler innan han blev heltidspolitiker.
Han invaldes 2015 som parlamentsledamot för valkretsen Saint-Maurice–Champlain i Quebec. Han var därefter parlamentssekreterare för finansministern till 2017, då han utsågs till handelsminister. 2018 blev han infrastrukturminister. Efter valet 2019 blev han utrikesminister. Från 2021 är han landets forskningsminister.